# Благовіщення

Благовіщення (бл. 1472 - 1475), Уффіці, вважається найранішою повною роботою Леонардо да Вінчі

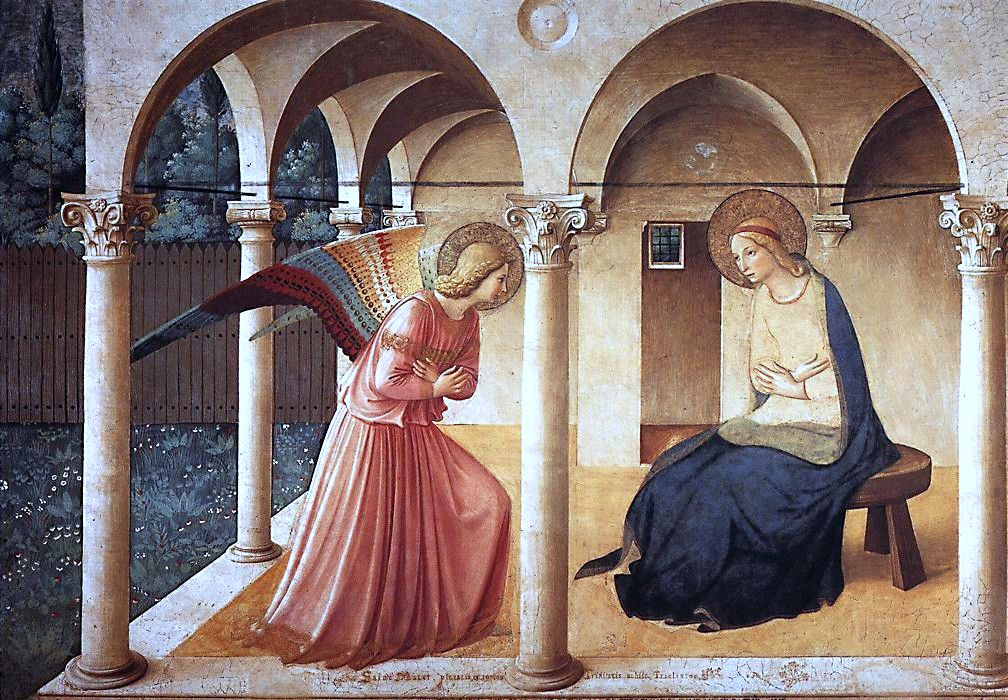
Благовіщення (Фра Анджеліко, 1437—1446).

Благові́щення (грец. Εὐαγγελισμός; лат. Annuntiatio) — у християнстві блага вістка від архангела Гавриїла до Діви Марії про те, що вона непорочно зачне від Святого Духа і народить Ісуса Христа — Сина Божого, Месію. Також — християнське свято, що відзначає цю подію. Згадується у Новому Заповіті (Лк. 1:26–38). У західній традиції має найвищий статус торжества. У східній традиції входить до ряду дванадесятих свят; третє за значенням свято після Великодня і Різдва Христового.

Свято Благовіщення святкується 25 березня, близько до весняного рівнодення. У звичаях європейських народів асоціювалося з приходом весни, початком нового землеробського року. В англійській традиції свято називалося «Днем Марії» (англ. Lady Day) і позначало початок англійського Нового року до 1752 року. Одна з провідних тем у християнському іконописі та європейському живописі. Від слів благої звістки Гавриїла походить християнська молитва «Ave Maria». Також — Благові́щення Госпо́днє (лат. Annuntiatio Domini),

## Святі про Благовіщення
Іван Золотоустий: «Дух Святий засяяв в чистому дзеркалі, в непорочному тілі Діви, утворивши досконалу Людину не по закону природи, не в часі, не з людського насіння, але одним видом, духовною і святою силою спонукав Діву до народження, невимовно виткавши в Ній Зародок, як би яку тканину для спасіння людей».
Григорій Палама «Діва-Мати є наче єдиною межею між створеним і нествореним Божеським єством. І усі, хто бачити Бога пізнають і Її — як місце Невмістимого. І всі, які вихваляють Бога заспівають і Її після Бога. Вона причина благословень і дарів людського роду, які були перед нею, і Подателька теперішніх (дарів), і Заступниця — вічних (дарів). Вона — основа пророків, початок апостолів, утвердження мучеників, фундамент вчителів. Вона — слава тих що на землі, радість тих що на небі, прикраса всього творіння. Вона — початок, джерело і корінь надії, що уготована нам на небесах, щоб змогли ми всі отримати (надію) за її молитвам за нас».

## У мистецтві
Іконографія Благовіщення починається в ранньохристиянському епосі, можливо з фрески т. зв. катакомби Прісцилли, III ст., та мозаїки базиліки Санта-Марія-Маджоре в Римі, V ст.
До пізнього середньовіччя місце дій — будинок Йосипа Обручника — змальовувалося символічно. Знайшла відображення й апокрифічна версія II ст., згідно з якою перша сцена відбувається в Назареті поблизу колодязя, друга — в будинку Йосипа.
Символічні предмети: тканина, перекинута між стінами будівель, біла лілія в руці архангела Гавриїла, посудина з водою в руках Марії — непорочність Богородиці; запалена свічка — духовне горіння Марії; яблуко — гріхопадіння, яке буде подолане через народження Христа; червона тканина — тканина для Єрусалимського храму або символ зароджуваної плоті Христа.
Візантійське мистецтво робило акцент на зображенні урочистої церемонії (архангел приходить до Марії з офіційним посланням), мистецтво пізнього західного середньовіччя — куртуазність (вісник Бога поклоняється чистоті й красі Дами).
Беато Анджеліко зобразив молитву архангела й Марії, цю сцену він протиставляв вигнанню з раю.
Тарас Шевченко розкрив сюжет через образ матері-страдниці.

## Вшанування в Україні

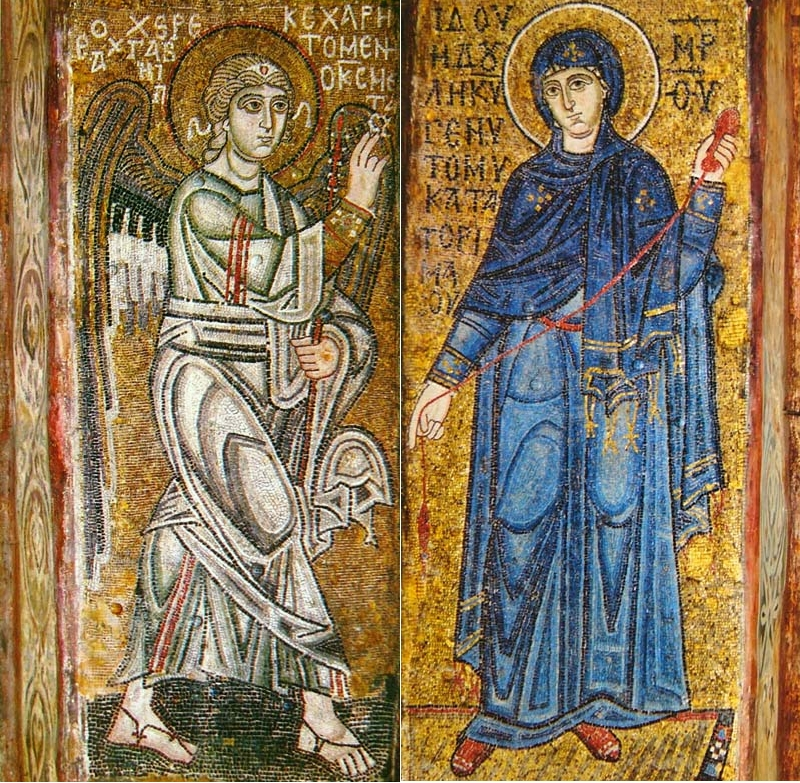
«Благовіщення» (Київський Софійський собор, ХІ ст.)

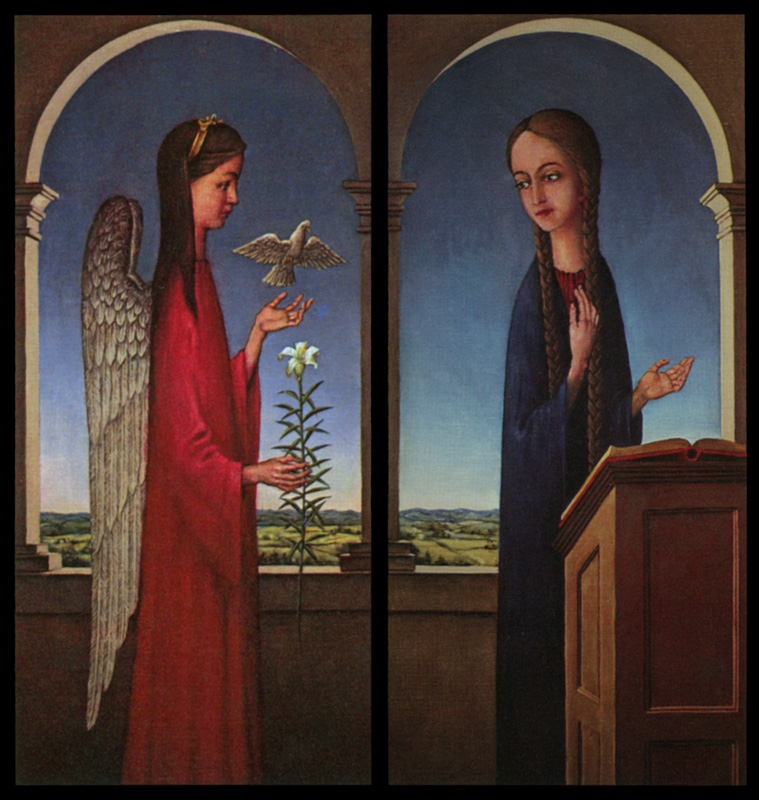
листівка «Благовіщення», Яків Гніздовський

В Україну свято прийшло з утвердженням християнства, проте надалі народні язичницькі традиції продовжують співіснувати з християнським святом. В народі одержало назву «третьої зустрічі весни» (після Стрітення і Сорока Мучеників). Вважається, що весна цього дня остаточно поборола зиму, Бог благословляє землю і відкриває її для сівби. За народними уявленнями, лише після Благовіщення можна було розпочинати польові роботи. Раніше ж «турбувати» землю вважалося великим гріхом.
До цього свята лелеки зазвичай прилітали з вирію та починали вити гнізда. Існувало повір'я, що на Благовіщення відкривалася земля і з неї виповзали змії, вужі та інші плазуни.
Цього дня здавна існував звичай випускати на волю пташок: «Щоби співали на волі, Бога прославляли та просили щастя-удачі тому, хто їх випустив». Господар випускає на волю, на сонце, також всіх тварин, навіть пса і кота виганяє на подвір'я — «щоб чули весну і самі про себе дбали».
Пасічники цього дня виставляють на двір вулики.
У церкві цього дня святять проскури. Потім пасічник проскуру кришить та висипає її у мед, «щоб бджоли роїлися», а сівач змішує з землею та сіє по чотирьох кутах ниви — «щоб дощова хмара ниви не минала»; проскуру заривають у землю, «щоб град посіву не побив».
Благовіщенську проскуру, як і богоявленську та стрітенську воду, зберігали за образами.
Вважалося, що, коли на Благовіщення, йдучи по воду, дівчина знайде квітку первоцвіту, цього літа вона вийде заміж. Пролісок, що знайдуть на Благовіщення, віщує щастя. Якщо вмитися водою, в яку покладеш цей пролісок, — будеш вродливою.
Існує повір'я: яка погода на Благовіщення, така і на Великдень.

Український народ особливо шанує свято Благовіщення і суворо забороняє всяку працю того дня: за його думкою навіть птиця на Благовіщення святкує, гнізда не робить (Номис, 418). На Благовіщення, казали, досить тільки торкнутися якого насіння, чи зерна, щоб воно зараз же втратило свою сходову силу і ніколи не запліднилося. Не можна, казали, також підкладати того дня і яйця під курку, бо зробляться бовтунами або вилупляться з них каліки.

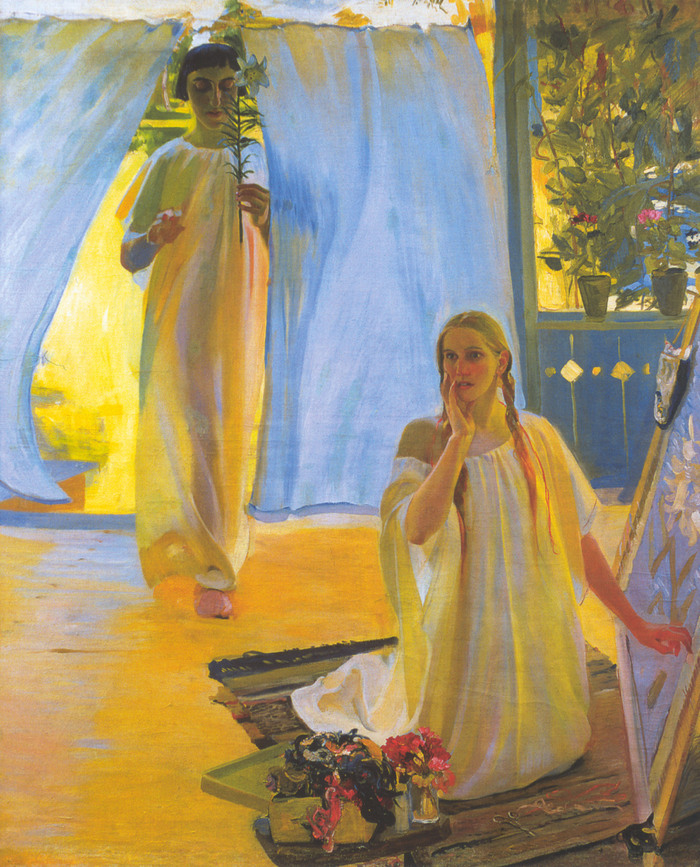
Благовіщення (1909) Олександр Мурашко

Все, що належить до зачинання, було обставлено суворими заборонами: Благовіщення — це свято землі, і тому, як писав проф. Грушевський, супроти нього наказувано боязкий містицизм, щоб, бува, чимсь його не споганити, не порушити. Бог благословляє на Благовіщення землю, або, як казали гуцули, — «вкладає в неї голову, щоб її розігріти, і від того будиться всяка живина, що спала в землі — мурахи, жаби, гади». Від Введення до Благовіщення не можна порати землі, а від Благовіщення можна вже над нею працювати, бо Бог поблагословив того дня рослини — «і всяке диханіє». Різні забобонні вірування, ворожіння, магічні акти в'яжуться з цією основною ідеєю пробудження землі і схованого в ній життя, що її український народ прив'язував до свята Благовіщення.
Крім того для українського селянина, за народною символікою, Благовіщення віщує, і тому з ним в'яжеться багато прикмет: яка погода на Благовіщення, така й на Великдень буде. Якщо на Благовіщення вже сидять бузьки на яйцях, весна буде тепла. Теплою також буде весна, якщо у переддень Благовіщення ніч тепла, а якщо іде сніг та мороз, то весна буде пізньою, холоди можуть протриматися до травня. Якщо на Благовіщення дощ іде, то добре вродить жито.
А також інші прикмети цього дня пов'язані з врожаєм: наприклад, якщо цього дня (або вечір) гроза — рік буде врожайним на горіхи, якщо дощить — восени слід збирати врожай грибів, а якщо сніг — літо не буде врожайним.
Традиційні спостереження за птахами на Благовіщення також мають свої прикмети: щоб зрозуміти, чи буде весна холодною — треба подивитись на небо. Якщо на небі літають ластівки — скоро буде теплішати та взагалі весна буде теплою.

Вважають, що на свято Благовіщення весна остаточно переборює зиму, про це казали: «Благослов зиму руйнує». Після свята цвітуть перші весняні квіти: проліски, первоцвіт, сон-трава. Проліски здавна вважались символом щастя, надії та краси. Дівчата збирали проліски і клали їх у миску з холодною водою, вважалось, що умивання такою водою додає їм краси.

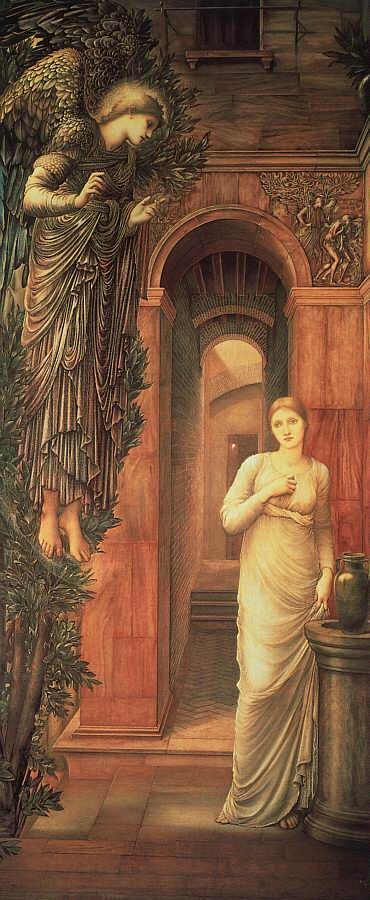
Благовіщення 1879 Едвард Берн-Джонс

## Зауваження
1. ↑  Деякими православними церквами святкується 25 березня (7 квітня)  за юліанським календарем, зокрема Єрусалимською, Російською, Сербською, Грузинською, Польською і Македонською православними церквами.